# Diablo (vent)
Pour les articles homonymes, voir Diablo.

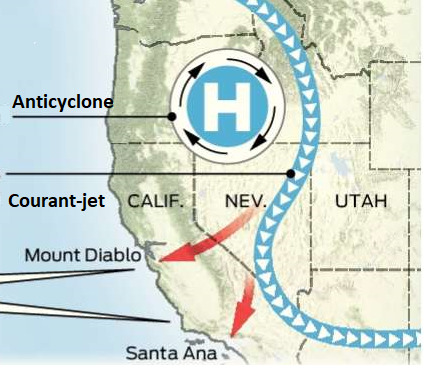
Position des systèmes météo et des vents de Santa Ana et Diablo.

Diablo est le nom qui a été utilisé occasionnellement pour un vent de foehn chaud et sec du nord venant de l'intérieur des terres et qui se produit généralement dans la région de la baie de San Francisco, en Californie, au cours du printemps et de l'automne. Le terme a été utilisé par les médias locaux pendant et après le feu de forêt de 1991 dans la région de Oakland, pour le distinguer du vent comparable, et plus familier de Californie du Sud connu sous le nom Santa Ana. Ce dernier a été souvent utilisé au cours des décennies précédentes mais a une origine légèrement différente.

## Principe

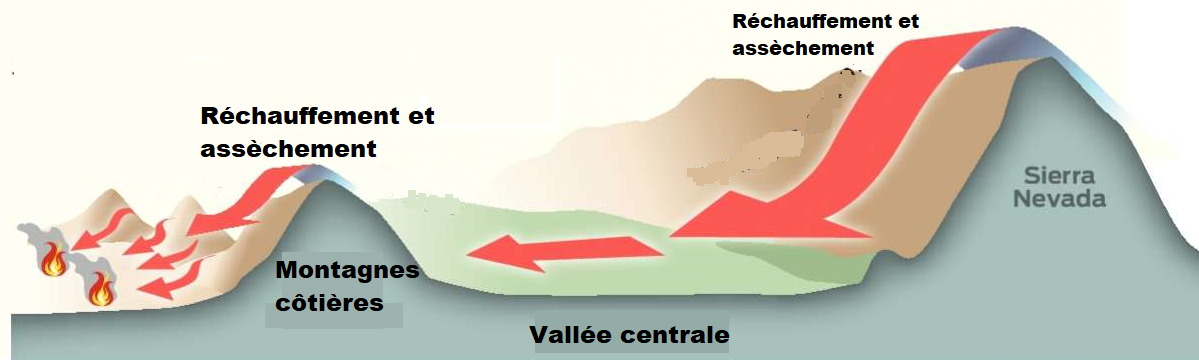
Réchauffement adiabatique des vents descendants du Diablo.

Le nom « Diablo » provient du fait que ce vent souffle vers la baie depuis la Diablo Valley, du comté de Contra Costa, et du mont Diablo. Ce vent se produit lors de la présence d'un anticyclone très marqué sur le Nevada et d'une dépression au large de la côte de la Californie. Le flux d'air entre les deux descend d'abord la Sierra Nevada ce qui le comprime adiabatiquement et le réchauffe tout en diminuant son humidité relative. Il traverse ensuite la vallée centrale de Californie puis passe par-dessus les montagnes côtières et prend encore jusqu'à 11 °C selon un effet de foehn tout en s'asséchant,. L'air est particulièrement sec et chaud car il provient d'air désertique très sec.
Si le gradient de pression est assez grand, le vent se dirigeant vers la mer peut donner des rafales atteignant des vitesses de 65 km/h ou plus, en particulier le long et à l'abri des crêtes des chaînes côtières californiennes où la vitesse du vent en altitude est plus élevée et se rabat vers la surface,.

### Relation avec le Santa Ana
Le vent de Santa Ana, c'est un vent catabatique engendré par l'écoulement gravitaire de la masse d'air présente dans les High Deserts californiens ou du Nevada et qui affecte le sud de la Californie. Ce phénomène est canalisé et accéléré par l'écoulement à travers les échancrures,. Cependant, des phénomènes de ressaut hydraulique peuvent se produire quand il rencontre une chaîne de montagne perpendiculaire à sa progression.
Le Diablo est ainsi un tel phénomène de rotor de ressaut hydraulique engendré par la présence des chaînes côtières du nord de la Californie dans une situation similaire. Le Diablo est donc le plus violent sur les crêtes et sur les versants ouest (sous le vent) de ces chaînes montagneuses
Bien que provenant du même principe, ces deux vents peuvent donc être distingués par l'endroit (nord ou sud de la Californie) et le moment où se développent les plus forts vents dans chaque type d'événement. Typiquement, le Santa Ana est plus fort dans les gorges alors que le Diablo est d'abord noté et souffle le plus fort au divers sommets et crêtes autour de la baie de San Francisco.

## Danger
Le Diablo est particulièrement dangereux lors des feux de forêt car il peut augmenter le courant ascendant produit par la chaleur dans ces incendies. Bien qu'il survienne à la fois au printemps et à l'automne, il est plus dangereux à l'automne, lorsque la végétation est à son plus sec.